# Cávado
Pour les articles homonymes, voir Cávado (homonymie).

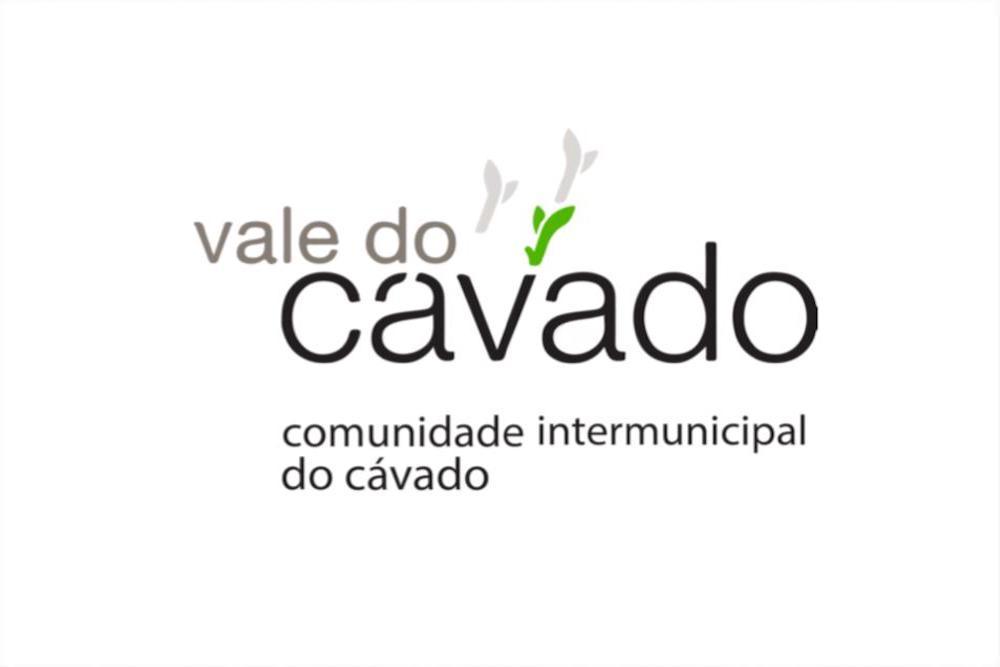
Logo de la communauté intermunicipale

Localisation du Cávado

Le Cávado (en portugais : Cávado) est une des 30 sous-régions statistiques du Portugal.
Avec 7 autres sous-régions, elle forme la région Nord.

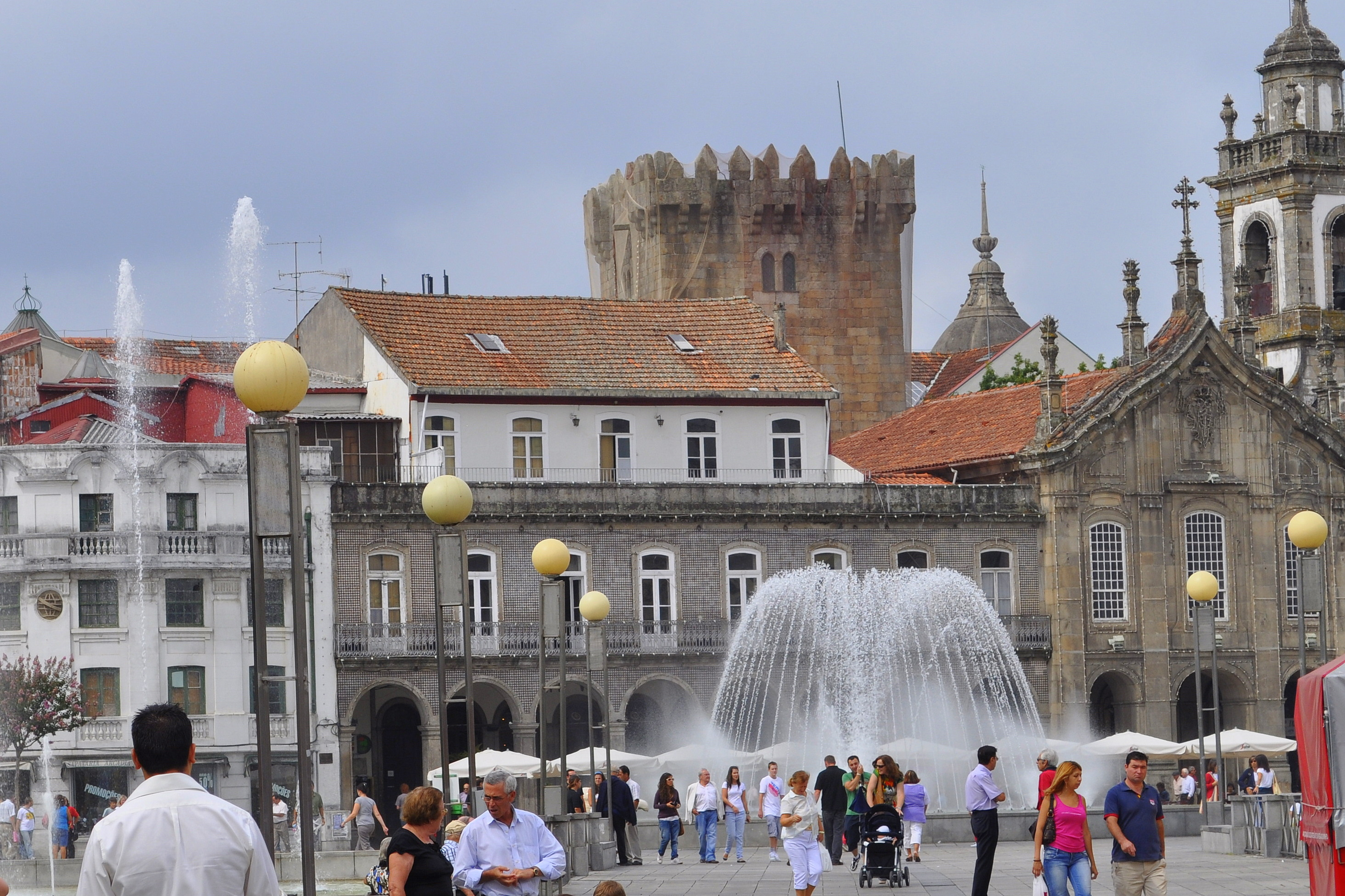
La ville de Braga

## Géographie
Le Cávado tire son nom d'une rivière du Portugal.
Il est limitrophe :
- au nord, du Minho-Lima,
- à l'est, du Haut Trás-os-Montes,
- au sud, de l'Ave et du Grand Porto.
- Le Cávado dispose en outre d'une façade maritime, à l'ouest, sur l'océan Atlantique.

### Rivière
Avec une longueur de 118 km, le rio Cavado prend sa source à 1 500 m d'altitude dans la serra do Larouco, près de la frontière espagnole. Après la traversée du plateau de Montalegre, sa pente s'accentue brutalement (dénivellation de 400 m en 5 km). L'équipement hydro-électrique de cette haute vallée, favorisée par l'imperméabilité des roches granitiques dans lesquelles la rivière a creusé son lit, a été entrepris en 1946 : barrages d'Alto Cavado, de Paradela, de Salamonde et de Caniçada sur le Cavado, d'Alto Rabagao et de Venda Nova sur le Rabagao, et de Vilarinho da Furna sur le rio Homen. Ces ouvrages produisent annuellement environ 1 896 millions de kWh, soit environ 18 % de la production hydro-électrique portugaise.

## Données diverses
- Superficie : 1 198 km2.
- Population (2001) : 393 064 hab.
- Densité de population : 328,10 hab./km2

## Subdivisions
Le Cávado groupe 6 municipalités (conselhos ou municípios, en portugais) :
- Amares
- Barcelos
- Braga
- Esposende
- Terras de Bouro
- Vila Verde